# Samuel Portugal
Samuel Portugal Lima (Teixeira de Freitas, 29 de março de 1994) é um futebolista brasileiro, que atua como goleiro. Atualmente, joga pelo Al-Akhdoud, emprestado pelo Porto.
Promovido à equipe principal do Coritiba em 2014, não disputou nenhuma partida oficial pelo time paranaense. Para ganhar mais experiência, foi emprestado ao Metropolitano para a disputa do Campeonato Catarinense. Em seu primeiro jogo como atleta profissional, contra o Camboriú, foi o destaque na vitória da equipe blumenauense por 1 a 0, fazendo várias defesas que garantiram o resultado favorável.

## Títulos

### Base
- Dallas Cup: 2012

### Profissional

#### Coritiba
- Campeonato Paranaense de Futebol: 2013

#### Porto
- Taça da Liga: 2022–23